# Blitzingen
Blitzingen est une localité et une ancienne commune suisse du canton du Valais, située dans le district de Conches.

## Histoire
Blitzingen est mentionné pour la première fois en 1203 sous le nom allemand de « Blicingen ». Depuis 1848, le village de Blitzingen forme avec les hameaux d'Ammere, Bodme, Wiler et Gadme la commune de Blitzingen. Un incendie ravagea le village (hormis l'église et certaines habitations) en 1932. Il fut reconstruit en 1933.
La commune fusionne le 1er janvier 2017 avec les communes de Grafschaft, de Münster-Geschinen, de Niederwald et de Reckingen-Gluringen pour former la commune de Goms.

## Population

### Surnom
Les habitants de la localité sont surnommés d'Tschiferlini, soit les fabricants de hotte en suisse allemand.

### Démographie
La commune compte 152 habitants en 1850, 208 en 1880, 188 en 1900, 180 en 1950 et 99 en 2000.

## Tourisme
Blitzingen est la commune de départ de la course de ski de fond intitulée « Gommerlauf » à laquelle participent annuellement 1 800 fondeurs. Le plus long sentier suisse établi selon les principes médicaux développés par Sebastian Kneipp s'étend sur la commune.

## Culture et patrimoine

### Patrimoine
Les hameaux d'Ammere, Gadme et Wiler sont inscrits dans l'inventaire de Protection des biens culturels suisses.

### Personnalités liées à la commune
- Alexander Seiler (1819-1891), hôtelier né à Blitzingen.

### Héraldique
| Blason | Blasonnement : « D'azur à un éclair d'or mouvant du flanc senestre et traversant le champ en barre ; un drapeau coupé de gueules et d'argent à deux croisettes de l'un en l'autre, fixé à une hampe de gueules à la pointe d'or, brochant sur l'éclair et mouvant d'une montagne de sinople, le tout cantonné en chef de deux étoiles à six rais d'or. » |